# Nik Cochran
Nikolas Mas Valdez Cochran, (nacido el 6 de mayo de 1988 en Vancouver) es un exjugador de baloncesto canadiense con pasaporte británico. Con 1.92 metros de estatura, jugaba en la posición de base.

## Universidad
Nik se inició en Champlain-Saint Lambert High School y que cumplió su ciclo universitario en el Davidson College, donde promedió en su último año universitario 9,9 puntos, destacando en el acierto desde la línea de tres puntos (49,5%) y desde la de tiros libres (93%).

## Carrera profesional
En 2013, Cochran firma con el Club Joventut de Badalona donde vivirá su primera experiencia como profesional. Tras una temporada en el Club Joventut de Badalona, el siguiente equipo en el que jugó fue el Orlandina Basket, donde jugó 8 partidos y se retiró con 27 años.